# Юго-Запад (группа)
«Юго-Запад» (сокращённо «ЮЗ») — советская и российская панк-рок-группа из Санкт-Петербурга. Один из представителей ленинградского панк-рока и Рок-коллегии.

## История группы

### 1988—1990. Становление группы, первая популярность, гастрольная активность
Днём основания группы считается 6 февраля 1988 года — тот день, когда к Игорю Фролову и Алексею Савинову присоединился только вернувшийся из армии и перебравшийся в Ленинград Александр Махнач. Благодаря знакомству была создана группа, получившая название «Третий мир». Первое время коллектив часто менял ударников, а порой даже играл и без них, при этом костяк Фролов-Махнач-Савинов оставался неизменным.
В октябре к трио присоединился Андрей Орлов, уже успевший поиграть в ряде других коллективов. Уже в составе группы он получил прозвище «Дрон».
В декабре того же года укомплектованный «Третий мир» подал заявку на вступление в Ленинградский рок-клуб. После прослушивания президент рок-клуба Николай Михайлов посоветовал участникам группы сменить название «Третий мир» на «Юго-Запад». Причинами смены названия стали следующие обстоятельства: в структуре рок-клуба уже значилась группа «Третий Рим», плюс участники коллектива жили и репетировали на проспекте Стачек.
Едва став участниками рок-клуба, «Юго-Запад» развернул концертную деятельность, отметившись на «Панк-ёлке» в рок-клубе в канун Нового 1989 года. Компанию новичкам составили уже определённо известные «Народное ополчение», «Автоматические удовлетворители» и «Бригадный подряд». Впоследствии с последней группой у музыкантов «Юго-Запада» сложились дружеские отношения.
В январе следующего 1989 года «Юго-Запад» вступает в Рок-коллегию и делает пробную запись собственных песен на репетиционной точке группы «Аффект». Впоследствии плёнка получила хождение под названием «Аффектовская запись».
Вплоть до июля «Юго-Запад» активно выступает в Ленинграде (среди наиболее заметных выступлений — на фестивале «Рок-Молоток», организованном Рок-коллегией), а также на Фестивале надежд в Москве, организованном Московской рок-лабораторией, на фестивале «Балтийское лето» в Ивангороде и рок-фестивале в Великих Луках, где ЮЗ получил первое место, а также приз зрительских симпатий. Компанию музыкантам на половине таких мероприятий составляла «Буква О», реже к ним присоединялись «Бесполезные советы» Николая Куликовских либо «Антарес» Вадима Косякова (председателя Рок-коллегии).
В июне 1989 года «Юго-Запад» предпринимает вторую попытку записи собственных песен в студии в Петергофе. Материал получает название «Антиговнин», однако широкого хождения не получает. Вплоть до 2017 года оригинальная запись альбома считалась утерянной. Тем не менее, на несколько песен из альбома («Выходной панк», «По разбитым бутылкам», «Алкоголик», «Лампадное масло» и «Тандыр») снимаются видеоклипы, показанные по Ленинградскому телевидению, в частности — в программе «Поп-антенна».
Количество концертов и новых песен продолжало расти: уже в сентябре 1989 года «Юго-Запад» отметился на I фестивале магнитоальбомов журнала «Аврора» на Елагином острове, выступил на разогреве у «Объекта насмешек» в ЛДМ, а также записал песню «Зачем ты спишь с негром?».
В феврале-марте следующего 1990 года «Юго-Запад» участвует в сборном концерте в ЛДМ в компании со свердловским «Чайфом» и «Нолём» Фёдора Чистякова, а также — на фестивале «АнтиСПИД» в Казани, где им составляли компанию «Апрельский марш» и «Красный Хач» из Свердловска, харьковская группа «КПП» и ряд других коллективов.
Ближе к 1990 году популярность «Юго-Запада» в Ленинграде и области была огромной, из-за чего музыкантов группы и их поклонников нередко обвиняли в организации беспорядков и конфликтах с органами правопорядка. Одним из таких актов стало выступление 7 сентября того же года в ТКЗ «Время» в рамках участия в акции международного музыкально-экологического движения «Next Stop Rock’n’Roll» — ради участия в фестивале группе пришлось значиться в программе под названием «Жёлтые чемоданчики», так как милиция знала о буйном нраве поклонников и не собиралась допускать коллектив к выступлению во избежание беспорядков.
12 декабря 1990 года «Юго-Запад» делает ещё одну попытку записи собственного материала — в студии НПО «Кварц». Звукорежиссёром выступает Канаев, однако, работа не получает ни названия, ни широкого хождения. Уже ближе к середине 1990-х годов она увидит свет в составе компиляций «Юго-Запад» (1995) и «Юго-Запад 1989—1990» (1996). И только в 2017 году она будет выпущена в полном объёме.
Через 4 дня после записи «Юго-Запад» даёт первый большой сольный концерт в ДС «Юбилейный». Первоначально на разогреве должна была выступать набирающая популярность группа «Два самолёта», однако по неизвестным причинам этот альянс не состоялся, в результате чего пришлось рекрутировать группу «Метрополис» из Великих Лук. Этим мероприятием «Юго-Запад» смог не только закрепить, но и расширить свой авторитет среди ленинградской и областной аудитории.

### 1991 год. Распад группы
1991 год становится для группы своего рода «проверкой на прочность»: на фоне разрухи в стране и общего кризиса рок-музыки «Юго-Запад» постигает полоса неудач. Особенно болезненно участники группы пережили ограбление их репетиционной точки на проспекте Стачек. Тем не менее, коллектив успевает выступить на VIII фестивале Ленинградского рок-клуба, посвящённом 10-летию со дня его основания. На фестивальном концерте группа представила свою новую программу, единственным хитом которой стала только композиция «С чего ты решила, что я нацист?», впервые записанная 4 месяцами ранее. Именно она и попала в фестивальный сборник «Однажды в Рок-клубе» (часть II, «Серебро на розовом»), сама же программа так и осталась незаписанной, но сохранилась запись того фестивального выступления.
Последним крупным мероприятием для «Юго-Запада» стали гастроли в Нидерландах в первых числах сентября: группа сыграла три концерта в Амстердаме и его пригородах — Харлеме и Тагрюйне. По возвращении в Санкт-Петербург группа прекращает своё существование.
После распада «Юго-Запада» наиболее заметной фигурой в музыке длительное время оставался Андрей Орлов, продолжавший играть в ряде коллективов. Махнач же занялся строительным бизнесом и вплоть до конца 1990-х музыкой не занимался. Схожим путём пошли Савинов и уехавший в Финляндию Фролов.

### 1999 год. Воссоединение, альбом «Дружок»
Ближе к концу 1999 года «Юго-Запад» сделал попытку воссоединения — музыканты собираются старым сложившимся составом, но дальше репетиций дело не идёт. Одной из причин такого положения становится то обстоятельство, что Фролов жил и работал в Турку и бывал в Петербурге крайне редко.
Тем не менее, в ноябре того же года группа приступает к записи альбома «Дружок» в студии «Frisky Sound» Юрия Соболева, тогда ещё участника групп «Бригадный подряд» и «Пангея». С учётом редких приездов Фролова, материал альбома делится примерно пополам — половину составляют песни авторства Махнача, половину — авторства Фролова. «Дружок» записывается вплоть до сентября 2000 года усилиями трёх музыкантов — в записи не принимал участие Орлов, поэтому партии барабанов были засэмплированы.
Из-за сложной экономической ситуации в России альбом выходит только в 2002 году в сведении студии Александра Докшина «Добролёт».

### 2017—2021. Переиздание творчества «Юго-Запада»
Ближе к 2016 году постепенно начался процесс переиздания полного творческого наследия «Юго-Запада» на CD и LP. Под опекой штатного звукорежиссёра группы Александра Канаева, а также — Игоря Фролова и Андрея Орлова, все записи были отреставрированы и подготовлены к изданию на лейбле «Maschina Records».
К 2017 году на 2 CD и 2 LP было выпущено полное собрание сочинений «Юго-Запада» периода 1989-91 годов. В издание вошли альбомы «Аффектовская запись» и «Антиговнин», сессия в НПО «Кварц» и выступление на VIII фестивале Ленинградского рок-клуба в полном объёме, а также внеальбомные версии главных хитов группы — «Алкоголик», «Выходной панк» и «Зачем ты спишь с негром?».
Практически сразу после переиздания записей вышел документальный фильм Дмитрия Глебова «Не из бумаги. История группы „Юго-Запад“ (1988—1991)», в котором участники группы и звукорежиссёр Александр Канаев поделились своими воспоминаниями, а также были показаны некоторые архивные видеоматериалы.
В 2021 году на 2 CD был переиздан альбом «Дружок». Первый диск включал оригинальный материал альбома, второй — промежуточные демозаписи.

## Другие коллективы и проекты участников группы
С 2000 года Александр Махнач продолжил заниматься сольным творчеством, а в 2003 году создал собственную группу «Бивни». Основной тематикой песен группы стала жизнь вокруг петербургского футбольного клуба «Зенит».
В 2024 году Игорь Фролов вместе с сыном Антоном представил проект «Ми-Хайло Бэнд», продолжающий традиции «Юго-Запада».
Рекордсменом по участию в других коллективах был и остаётся Андрей Орлов. На его счету работа с группами «Автоматические удовлетворители», «Выход», «Машнинбэнд», «Пальцы Хары», «Аквариум», «Deadушки», «Два самолёта» (в последней работает и по сей день) и рядом других. Также Орлов является владельцем собственной музыкальной студии «DronskeyBeat».

## Состав группы
- Игорь Фролов («Егорыч») — вокал, гитара, автор текстов и музыки
- Александр Махнач («Сантёр») — гитара, вокал, автор текстов и музыки
- Алексей Савинов («Лёльс») — бас-гитара, бэк-вокал
- Андрей Орлов («Дрон») — барабаны
- Александр Канаев — звукорежиссёр

### Сессионные музыканты
- Родион Вдовин — саксофон (1989)

## Дискография
- Аффектовская запись (январь 1989)[1]
- Антиговнин (июнь 1989)[1]
- Сессия в НПО «Кварц» (Юго-Запад) (декабрь 1990 года)[1]
- Юго-Запад (1995, компиляция), составитель и распространитель — фирма J&J Records
- Юго-Запад 1989—1990 (1996, компиляция), составитель и распространитель — фирма Caravan Records
- Дружок (1999, издан в 2002 году)[2]
- Юго-Запад (2017, полное собрание сочинений 1989-91 годов)